# Eli Steele
Eli Steele är en amerikansk författare och regissör.
Steele har regisserat, producerat och skrivit manus till filmen What's Bugging Seth från 2005.